# Trilepida fuliginosa
Trilepida fuliginosa — вид змій родини струнких сліпунів (Leptotyphlopidae). Ендемік Бразилії.

## Поширення і екологія
Trilepida fuliginosa мешкають в бразильських штатах Баїя, Мінас-Жерайс і Токантінс. Вони живуть в саванах серрадо.